# Duo schreib & spiel
duo schreib & spiel ist ein Fachhandelsverband für mittelständische Schreib- und Spielwarenhändler mit Sitz in Berlin. Neben der Zentralregulierung bietet duo schreib & spiel auch Marketingkonzepte, Dienstleistungen sowie einen eigenen Onlinemarktplatz zur gezielten Förderung mittelständischer Schreib- und Spielwarenfachgeschäfte an. Im Bereich Marketing bietet der Verband seinen Anschlusshäusern verschiedene Printwerbemittel, TV-Werbung, Plakate für den POS und Social-Media-Marketing.
Unter der Dachmarke duo schreib & spiel sind vier Geschäftsbereiche vereint: duo Schule & Büro, duo Kreativ & Hobby, duo Spiel & Freizeit und duo Life & Style.

## Geschichte und Entwicklung
Der Fachhandelsverband duo schreib & spiel wurde am 7. Oktober 1991 in Berlin gegründet. Aus 15 Fachgeschäften, die damals eine eigene Fachhandelskooperation im zusammenwachsenden Deutschland gründeten, haben bis heute mehr als 500 Kooperationspartner in Deutschland, Österreich und Italien entwickelt.
Sitz von duo schreib & spiel war bis Sommer 2010 der Alboinplatz in Berlin-Tempelhof. Danach zog duo schreib & spiel in die Wilhelm-Kabus-Straße am Fernbahnhof Berlin Südkreuz im Ortsteil Berlin-Schöneberg.
2008 wurde von den Fachhandelsverbänden duo schreib & spiel und der VEDES die Sozialkampagne „Du bist kinderfreundlich“ ins Leben gerufen. Ziel dieser Aktionen war und ist es, die Kinder innerhalb der Gesellschaft zu stärken, ihre Entwicklung zu fördern und ihnen eine Stimme bzw. ein offenes Ohr zu geben.
Der zentralregulierte Verkaufsumsatz konnte 2018 um 5,5 % auf 337,5 Mio. Euro gesteigert werden. Duo schreib & spiel verzeichnete im Geschäftsjahr 2014 eine gleichmäßige positive Entwicklung.
Zur Spielwarenmesse 2015 stellte duo schreib & spiel ein neues Dienstleistungskonzept mit 3D-Druckern vor.
Außerdem startet eine Imagekampagne mit den Sympathieträgern und Markenbotschaftern Tom und Jette.
2001, 2005, 2011 und 2014 hat das Unternehmen den „markt intern“-Leistungsvergleich der Spielwarenkooperationen gewonnen. 2003 bekam duo schreib & spiel den „Kooperationspreis des Deutschen Mittelstandes“.

## Der Fachhandelsmarktplatz
Seit November 2011 betreibt der Verband einen Fachhandelsmarktplatz, der sich die Förderung des stationären Einzelhandels zum Ziel setzt. Im August 2013 überschritt die Anzahl der Besucher eine Million.